# Magic Press Edizioni
 (décembre 2023).
Si vous disposez d'ouvrages ou d'articles de référence ou si vous connaissez des sites web de qualité traitant du thème abordé ici, merci de compléter l'article en donnant les références utiles à sa vérifiabilité et en les liant à la section « Notes et références ».
Magic Press Edizioni est une maison d'édition italienne fondée en 1990 à Rome et spécialisée depuis 1994 dans la bande dessinée et les revues musicales et cinématographiques.

## Bandes dessinées
De 1996 à 2006, elle a possédé les droits italiens de Vertigo, ainsi que d'autres labels et maisons d'éditions américaines, ce qui lui a permis de traduire Sandman, Sin City et d’autres séries d'Alan Moore. Elle a obtenu le prix Micheluzzi du meilleur éditeur en 1998. Depuis le milieu des années 2000, elle s'est recentrée sur la bande dessinée française et les mangas.